# Hendrik Keun

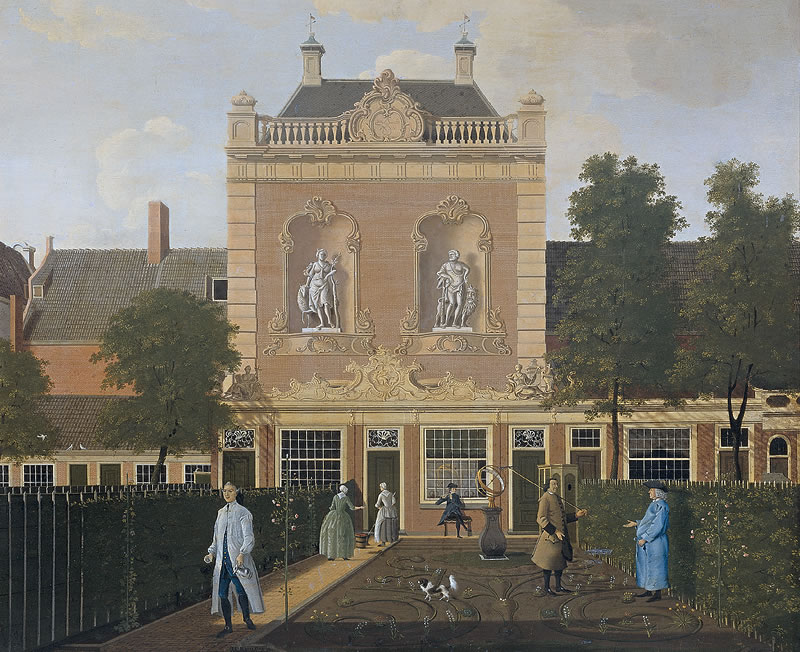
De tuin en het koetshuis van Keizersgracht 524 in Amsterdam, 1772

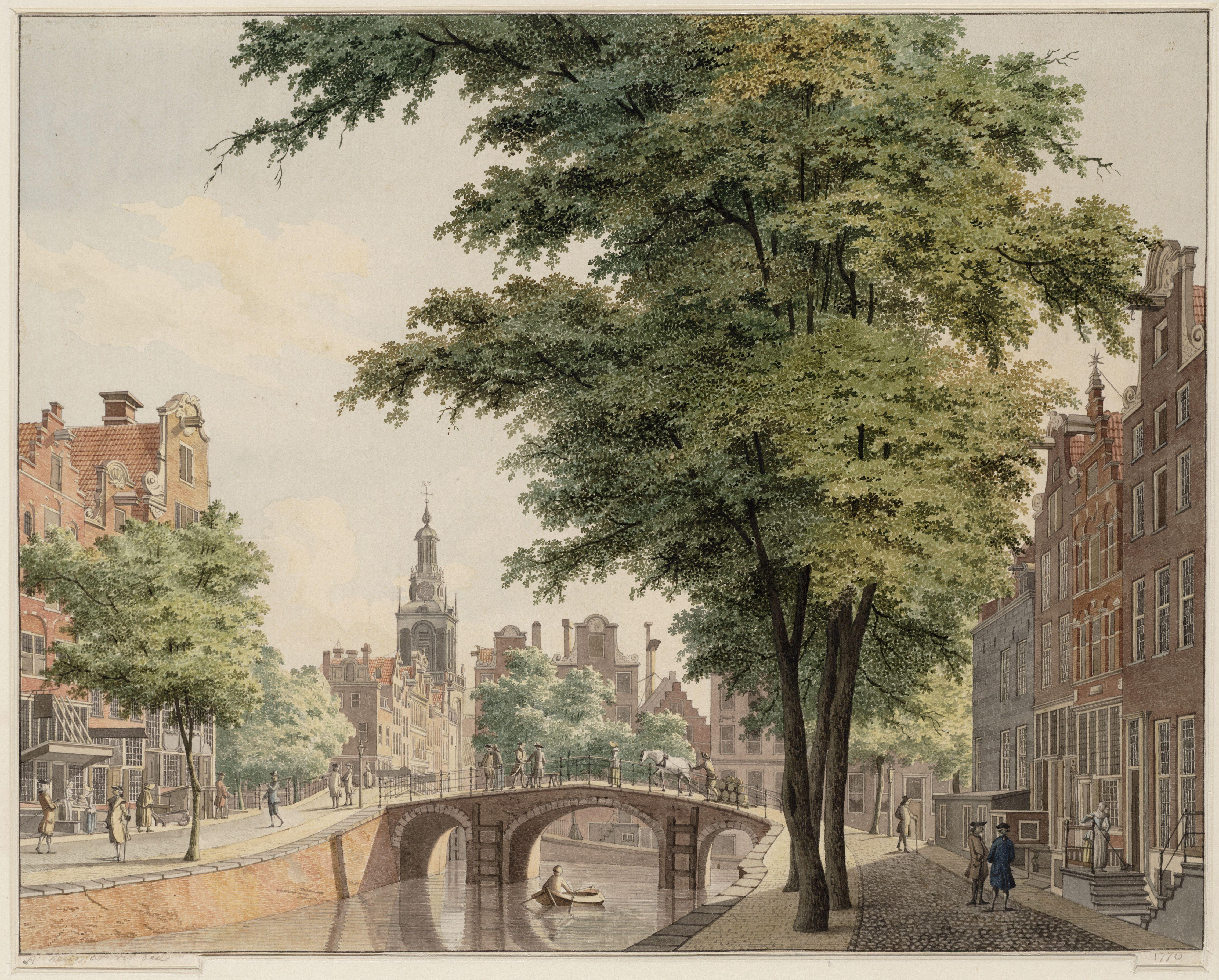
Tekening Leliegracht Amsterdam, 1770

Hendrik Keun (Haarlem, 14 augustus 1738 - aldaar, 16 februari 1787) was een Nederlands schilder, tekenaar en graveur van stadsgezichten en landschappen. Keun was voornamelijk werkzaam in Amsterdam. Net als Isaac Ouwater (1750-1793) was hij een navolger van de laat-17de-eeuwse schilders Gerrit Berckheyde en Jan van der Heyden.

## Leven
Keun werd geboren als zoon van de Haarlemse loodgieter Dirk Keun. Hij trouwde in Amsterdam met de timmermansdochter Anna Maria de Vries en kreeg zover bekend één zoon. In de tweede helft van zijn leven verhuisde hij terug naar Haarlem. Hij is zover na te gaan geen lid van een schildersgilde geweest.

## Werk
Het bekendste werk van Hendrik Keun bevindt zich in het Rijksmuseum. Het dateert uit 1772 en stelt de tuin en het koetshuis van Keizersgracht 524 in Amsterdam voor. Keun schilderde het in opdracht van Nicolaas Doekscheer, die ingrijpende verbeteringen in rococostijl aan het perceel had laten doen en die wilde laten vastleggen. De eigenaar staat afgebeeld met zijn vrouw en twee neven die bij het echtpaar inwoonden, Hendrik en Reynier Steenbergen. Vanwege de prominente plaats van de neven op het schilderij wordt wel aangenomen dat het diende om hen als erfgenamen aan te wijzen. Het schilderij heeft een overdreven perspectief en de figuren zijn enigszins stijf weergegeven.
Keun schilderde meer conventionele Amsterdamse stadsgezichten van de Herengracht (1774), de Keizersgracht, de Singel, de Houtmarkt en van stadspoorten, waaronder de ingezakte Muiderpoort (1769). Ook tekende hij een reeks interieurs van Amsterdamse kerken.
Buiten Amsterdam zijn stadsgezichten van Keun bekend van Haarlem, Utrecht en Amersfoort, en riviergezichten van het Spaarne, de Vecht en de Vliet bij Rijswijk.